# Índia nos Jogos Olímpicos de Inverno da Juventude de 2012
A Índia participou dos Jogos Olímpicos de Inverno da Juventude de 2012, realizados em Innsbruck, na Áustria. O país classificou uma atleta do esqui alpino feminino.

## Esqui alpino
| Atleta         | Evento                  | Descida 1 | Descida 2 | Total   | Pos. |
| -------------- | ----------------------- | --------- | --------- | ------- | ---- |
| Aanchal Thakur | Slalom feminino         | 1:06.70   | 1:02.76   | 2:09.46 | 27   |
| Aanchal Thakur | Slalom gigante feminino | 1:23.83   | 1:24.88   | 2:48.71 | 43   |